# Basílica del Sagrado Corazón (Paray-le-Monial)
La basílica del Sagrado Corazón de Jesús de Paray-le-Monial es una antigua iglesia prioral medieval de Francia erigida en la localidad de Paray-le-Monial, en el departamento de Saona y Loira (región de Borgoña-Franco Condado). La iglesia del antiguo priorato cluniacense, fundado originalmente en el siglo X, estaba en su consagración, bajo el patrocinio de San Salvador, la Virgen María y San Juan Bautista. Después dio lugar, en la segunda mitad del siglo XVII y tras las visiones tenidas por Margarita María Alacoque, a un santuario encargado de propagar la devoción al Sagrado Corazón de Jesús, bajo cuyo patrocinio estará desde 1875. Será el origen a la moderna devoción al Sagrado Corazón de Jesús, que posteriormente se extendería por todo el mundo.
La basílica románica de Paray-le-Monial da una imagen completa de lo que debió ser la gran abadía de Cluny —aunque reducida en tamaño: tres naves en lugar cinco, un solo crucero y no dos—, desde el nártex a la cascada de cubiertas de la cabecera dispuestas en niveles en una armonía sutil. Por ello a menudo se cita como el mejor ejemplo conservado de arte románico cluniacense.
La todavía entonces iglesia prioral fue objeto en 1846 de una clasificación al título de monumento histórico de Francia. Fue declarada basílica menor el 26 de enero de 1875.

## La basílica
La basílica es de estilo románico. Su cuerpo principal consta de tres naves con un través de una sola nave, dos pequeñas torres al occidente y una gran torre principal. La iglesia tiene un largo total de 63.5 m (incluyendo el vestíbulo y la capilla oriental) y un ancho de 22.35 m. La gran nave del cuerpo principal tiene una altura de 22 m. Con la torre incluida, la altura de la iglesia es de 56 m.
En el coro hay un fresco que data del siglo XIV y que fue redescubierto en 1935. El ábside esférico simboliza el cielo, trono del Rey de la Creación: Cristo glorioso en actitud de bendecir.

## El santuario
El priorato de Cluny se vio fuertemente afectado por la Peste negra de 1346-1348, por la Guerra de los Cien Años y por las guerras de religiones. Al fundarse la Visitación de Santa María, en el siglo XVII, tanto el antiguo monasterio, como su iglesia, pasaron a albergar una comunidad de religiosas de esta orden.
En  1671  Margarita María Alacoque (1647-1690), entra en este monasterio para hacerse religiosa. La biografía de Margarita María -hoy santa de la Iglesia católica- dice que ella fue una mística que tuvo en la actual basílica del Sagrado Corazón, una serie de apariciones de Jesucristo, confiándole la misión de recordar al mundo su amor por la humanidad, a través del misterio de su corazón. En 1675 le habría dicho: "He aquí el corazón que ha amado tanto a los hombres, que no se ha ahorrado nada, hasta extinguirse y consumarse para demostrarles su amor. Y en reconocimiento no recibo de la mayoría sino ingratitud". Sus confesores y en general, la comunidad jesuita, se encargó de difundir esta particular devoción, que se fortaleció a partir del siglo XIX.
Dado el éxito creciente de la devoción, en 1875 la antigua iglesia cluniacense adopta el nombre de "Basílica del Sagrado Corazón de Jesús".

## Galería de imágenes

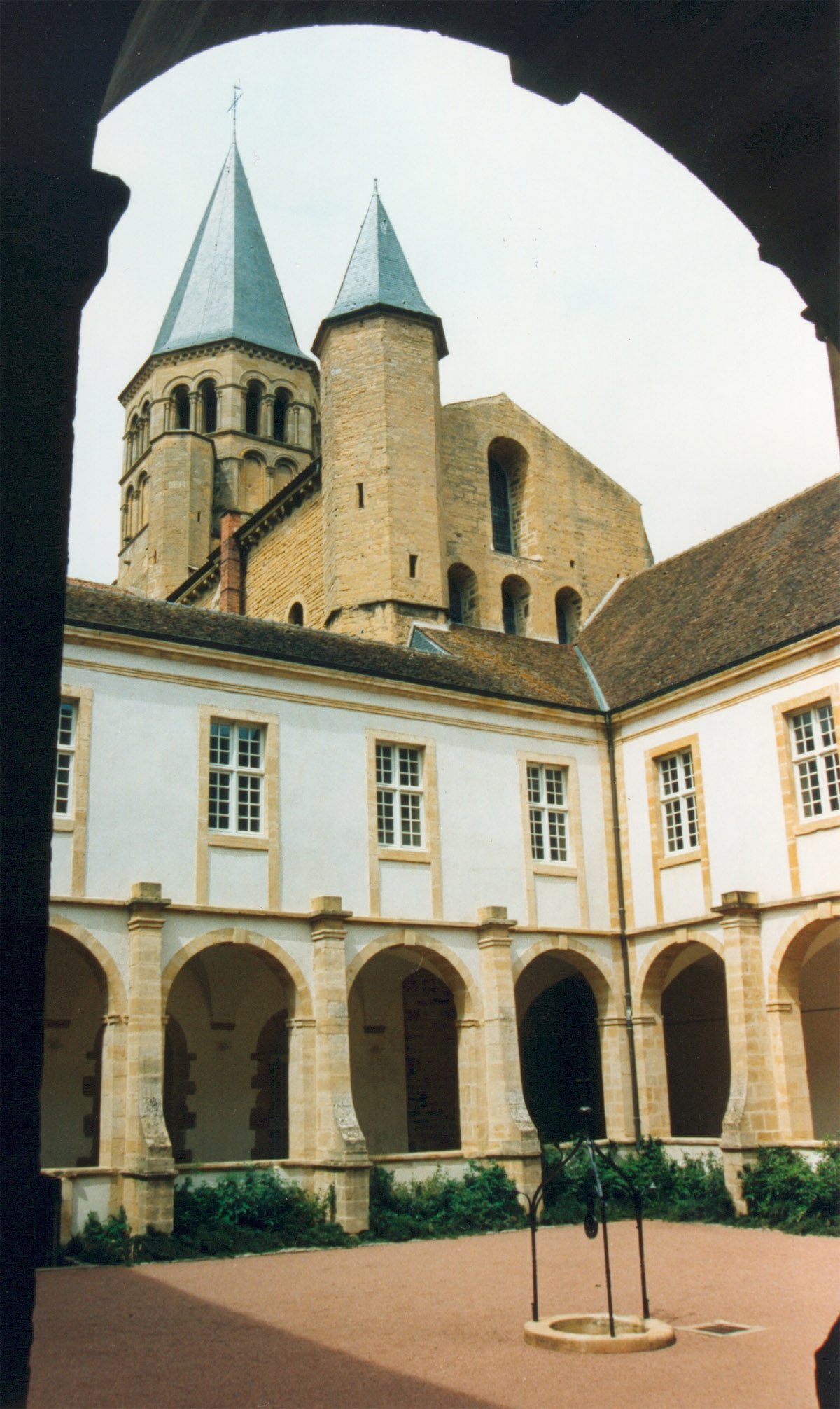
antigua abadía
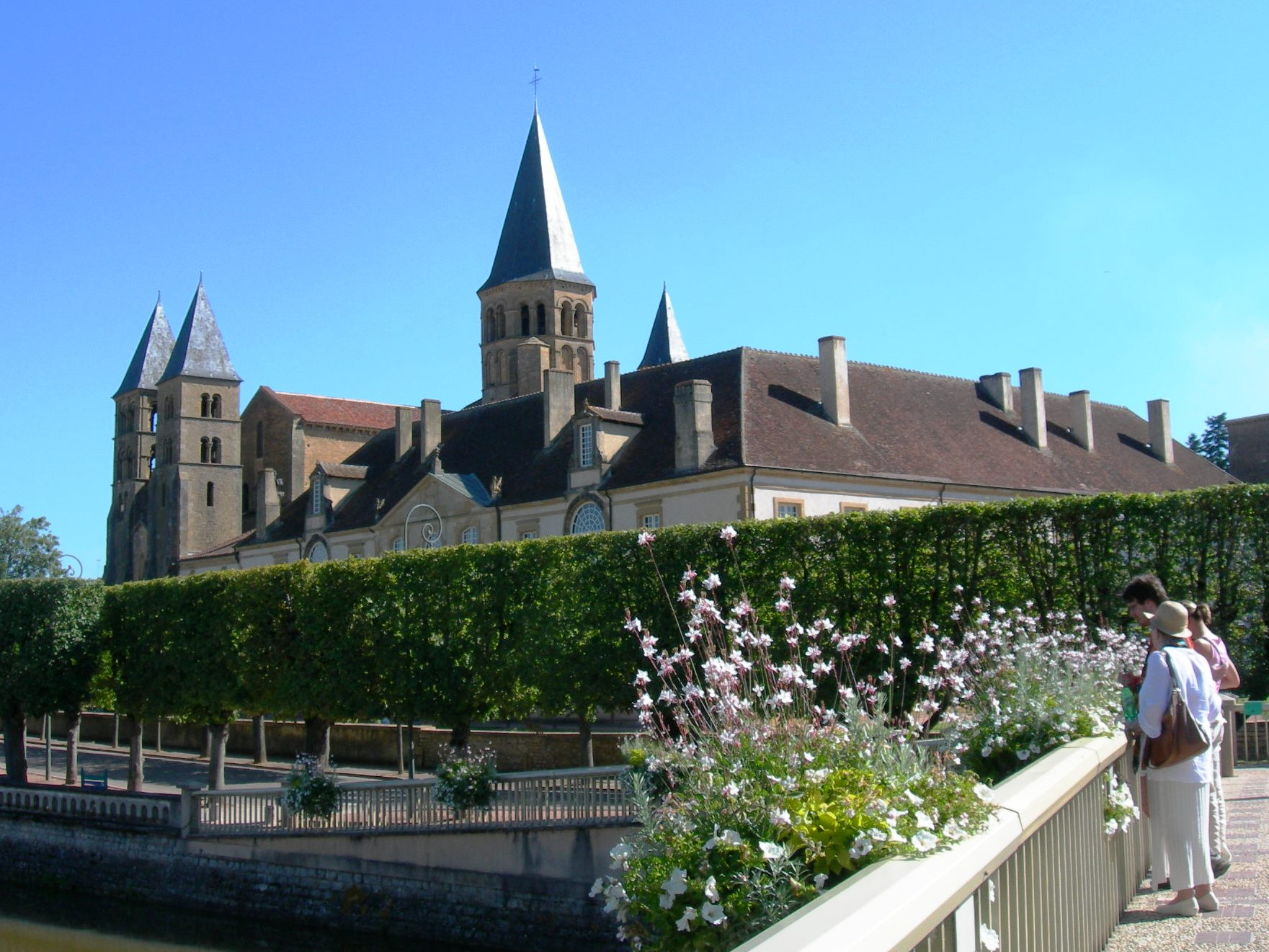
Paray-le-Monial, Monasterio e iglesia
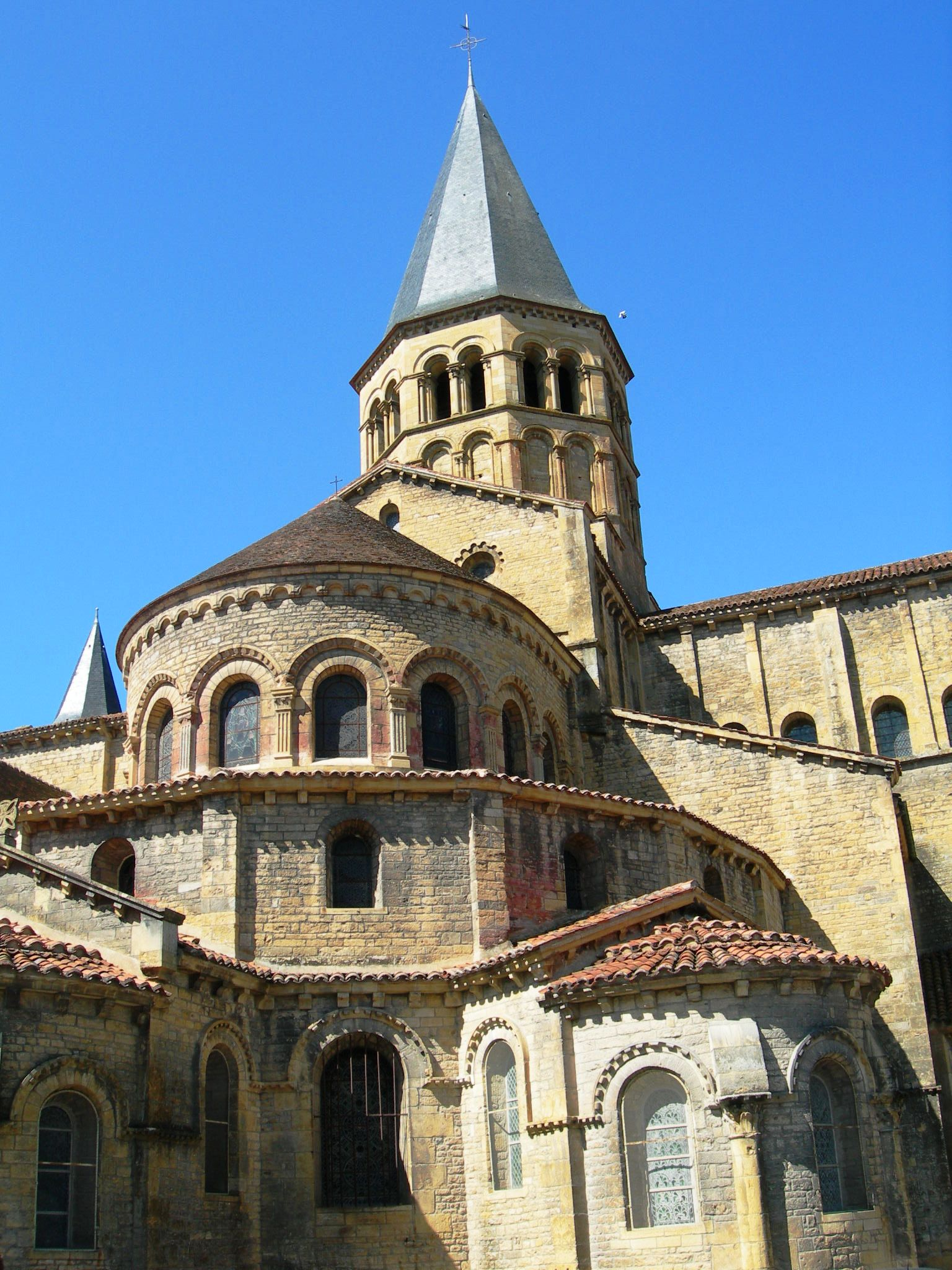
Coro
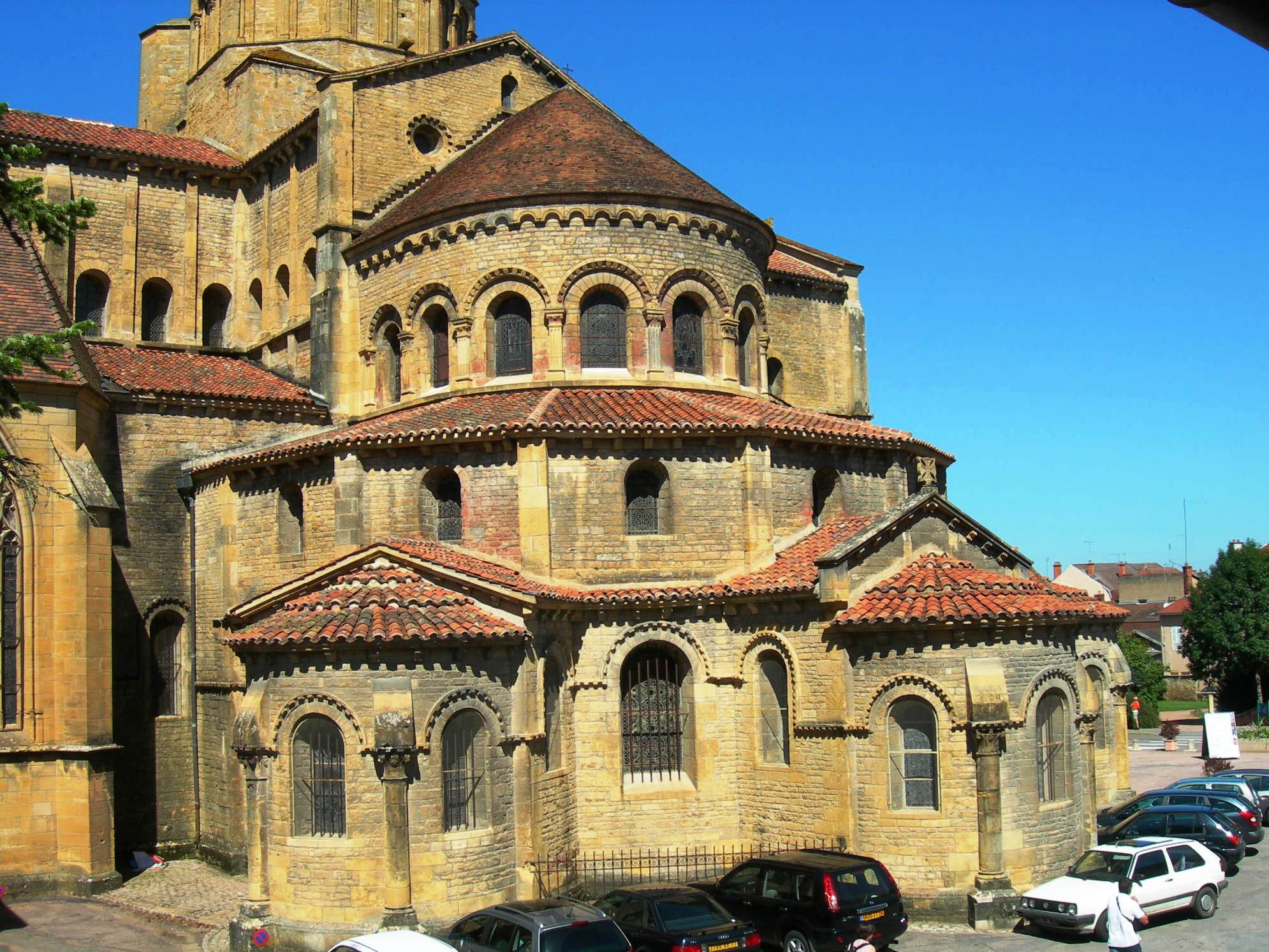
Capillas circundantes
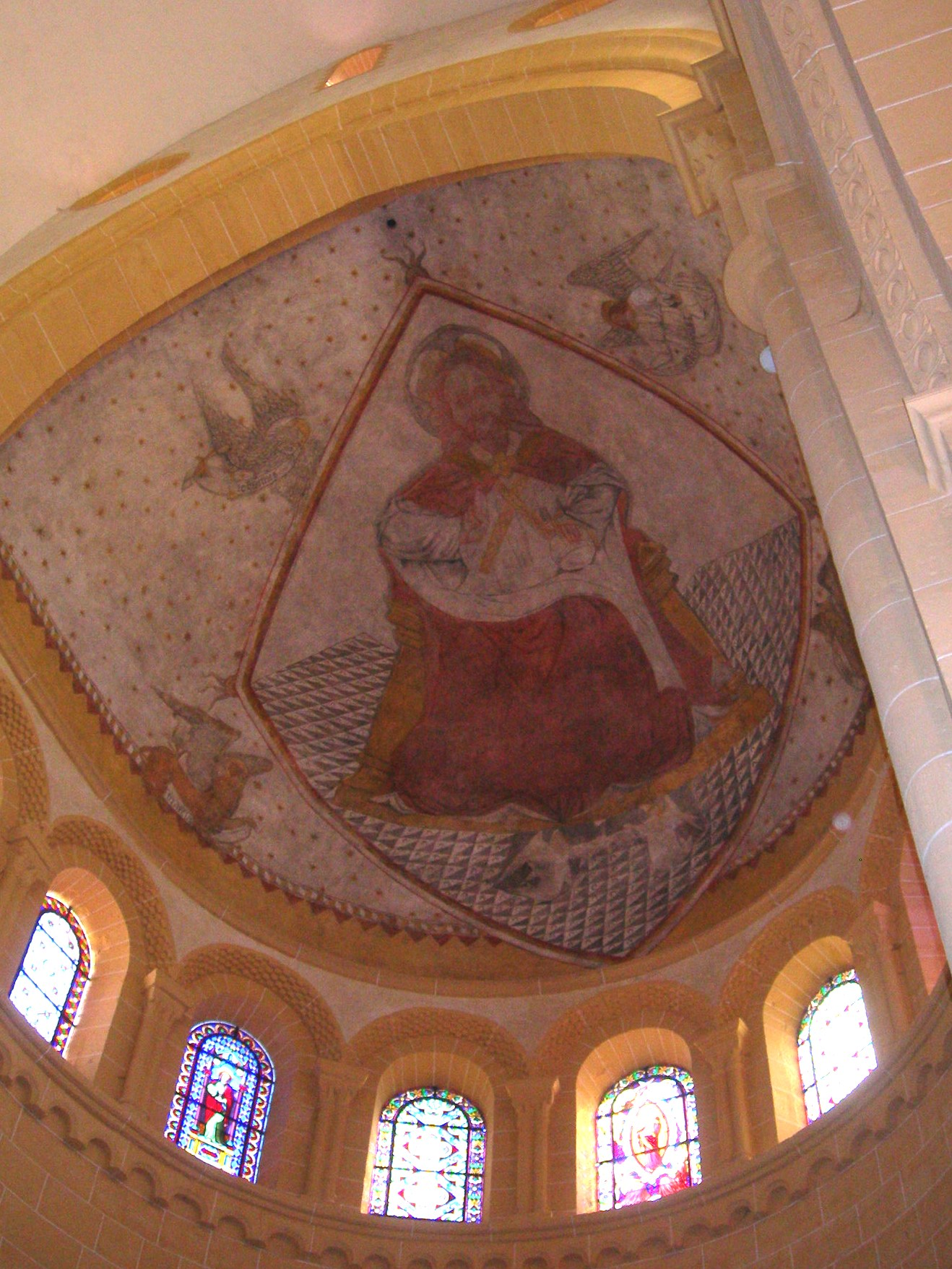
Pintura sobre el coro
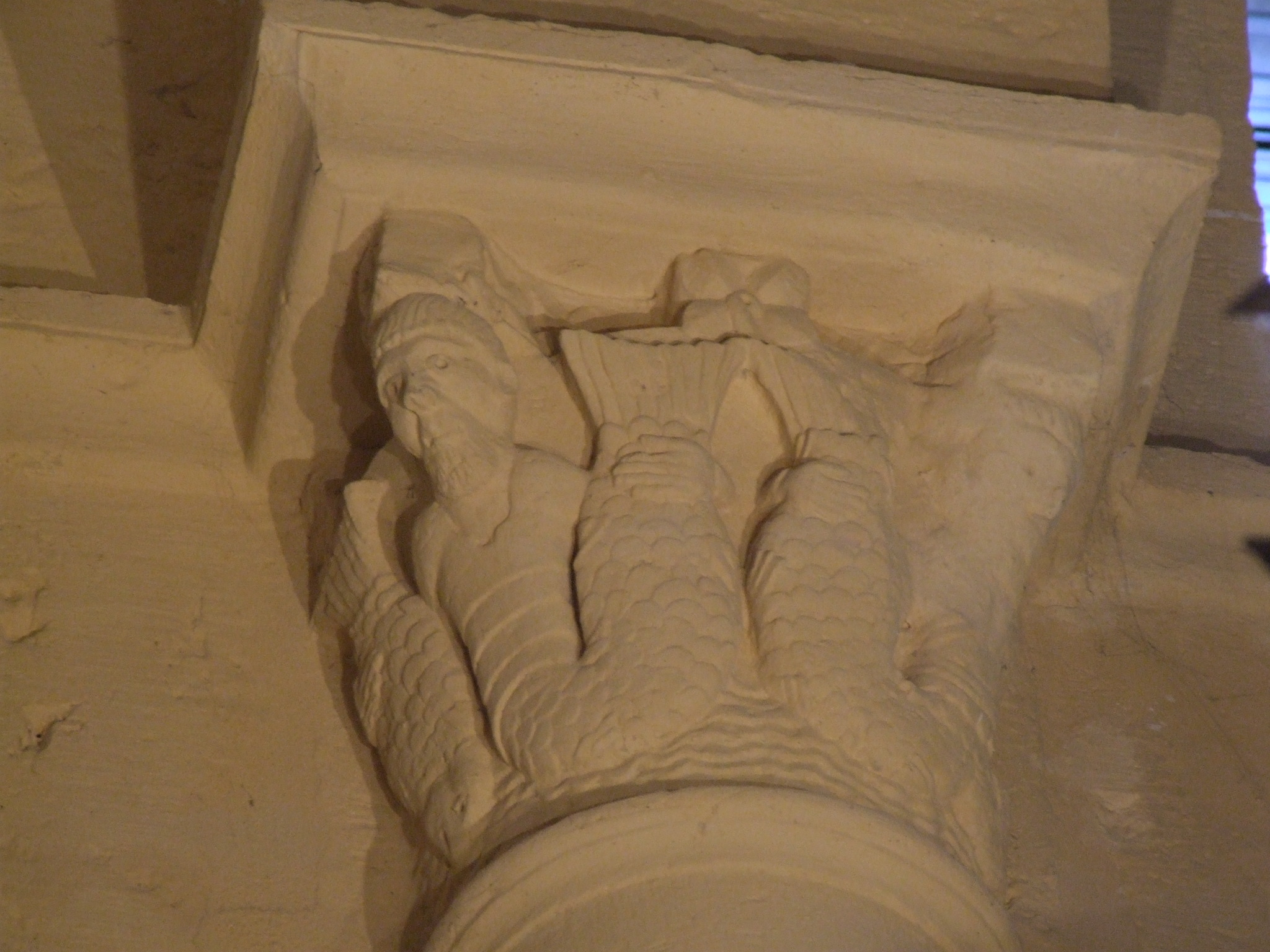
Capitel

### Sitios externos
- Wikimedia Commons alberga una categoría multimedia sobre Basílica del Sagrado Corazón (Paray-le-Monial).
- Parroquia de Paray-Le Monial
- Sitio oficial de los santuarios de Paray-Le Monial

- Datos: Q1275971
- Multimedia: Basilique du Sacré-Cœur de Paray-le-Monial / Q1275971